# Jill Dawson

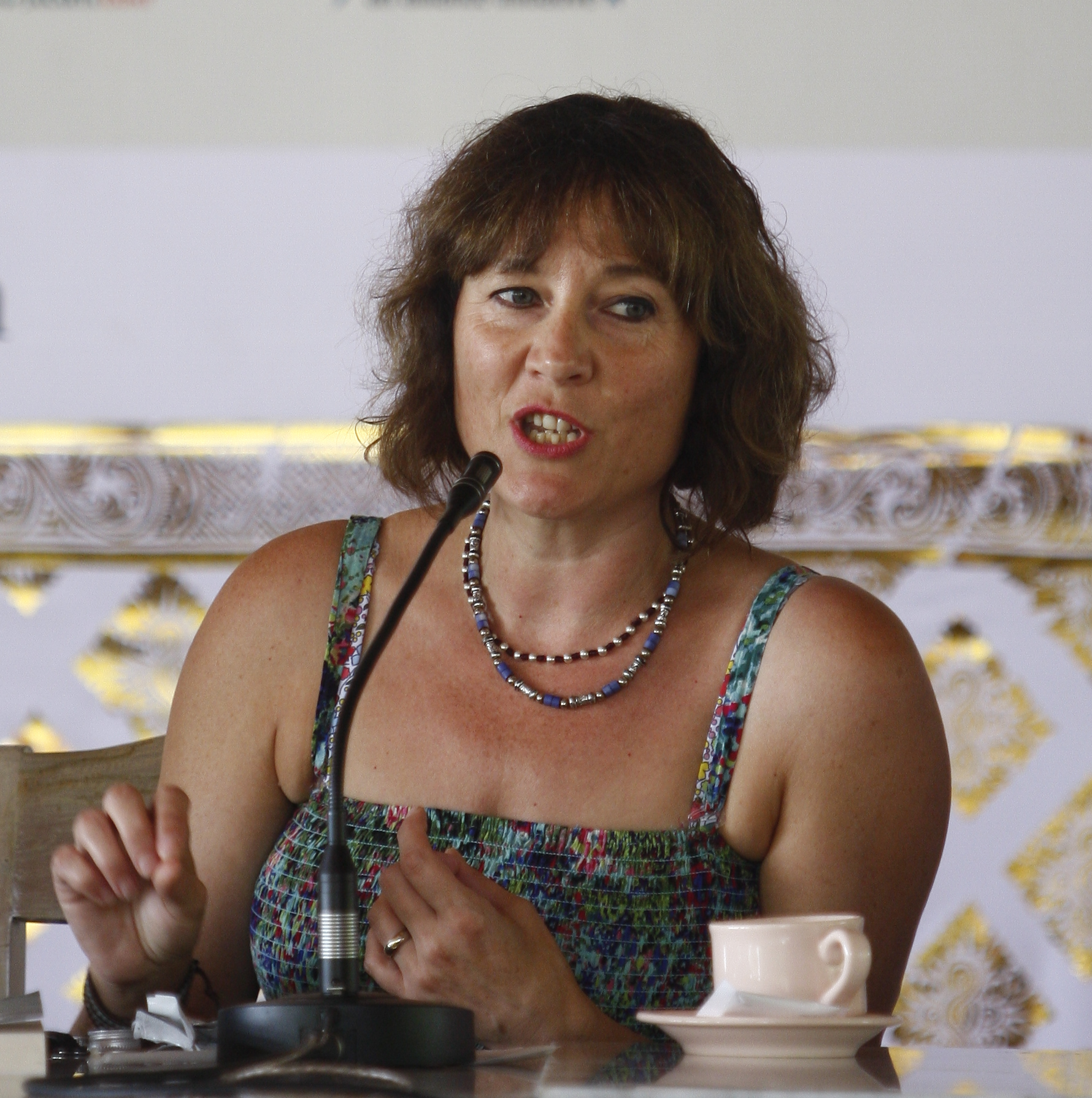
Jill Dawson (2012)

Jill Dawson (geboren 8. April 1962 in Durham) ist eine britische Schriftstellerin.

## Leben
Jill Dawson wuchs in Staffordshire, Essex und Yorkshire auf. Sie studierte American Studies an der University of Nottingham und erhielt einen MA in Literatur an der Sheffield Hallam University. Dawson publizierte eigene Gedichte in Zeitschriften und gab zwei Anthologien bei Virago heraus. Sie schrieb 1991 ein Sachbuch für Teenager How Do I Look? Ihr erster Roman Trick of the Light erschien 1996. Ihr Roman Fred and Edie basierte auf dem historischen Mordprozess gegen Thompson und Bywaters und stand 2000/01 auf der Shortlist des Whitbread Novel Award und des Orange Prize for Fiction.
Dawson lehrte Kreatives Schreiben unter anderem an der University of East Anglia. Sie lebt mit ihrer Familie in den Fens.

## Werke (Auswahl)
- (Hrsg.): School Tales: Stories by Young Women. Women’s Press, 1990, ISBN 978-0-7043-4922-3
- White Fish with Painted Nails, Slow Dancer Press, 1990, ISBN 978-1-871033-26-7
- How Do I Look?. Virago Press, 1990, ISBN 978-1-85381-222-4
- (Hrsg.): The Virago Book of Wicked Verse. Virago Press, 1992, ISBN 978-1-85381-387-0
- (Hrsg.): The Virago Book of Love Letters. Virago Press, 1994, ISBN 978-1-85381-723-6
- Kisses on Paper. Faber and Faber, 1994, ISBN 978-0-571-19864-1
- Trick of the Light. Sceptre, 1997, ISBN 978-0-340-65383-8
  - Das Haus am Mount Coyote : Roman. Übersetzung Suanne Goga-Klinkenberg. Reinbek bei Hamburg : Rowohlt, 2002
- Magpie. Sceptre, 1998, ISBN 978-0-340-65384-5
- mit Margo Daly (Hrsg.): Wild Ways: New Stories about Women on the Road. Hodder & Stoughton, 1998, ISBN 978-0-340-69516-6
- Fred and Edie.  Sceptre, 2000, ISBN 978-0-618-19728-6
  - Edith & Fred : Roman. Übersetzung Suanne Goga-Klinkenberg. Reinbek bei Hamburg : Rowohlt, 2002
- mit Margo Daly (Hrsg.): Gas and Air: Tales of Pregnancy and Birth. Bloomsbury Publishing, 2002
- Wild Boy. Roman. Sceptre, 2003, ISBN 978-0-340-82296-8
- Watch Me Disappear. Sceptre, 2006, ISBN 978-0-340-82298-2
- The Great Lover. Roman.  Sceptre, 2009, ISBN 978-0-340-93565-1
- Lucky Bunny. Sceptre, 2011, ISBN 978-0-340-93567-5
- The Crime Writer. Sceptre, 2016, ISBN 978-1-4447-3111-8
- The Language of the Birds. Roman. Sceptre, 2019 (über den Politiker Richard John Bingham, 7. Earl of Lucan)